# Again (minialbum T-ary)
AGAIN – ósmy minialbum południowokoreańskiej grupy T-ara, wydany 10 października 2013 roku, a na płycie 17 października 2013. Album ten jest pierwszym nagranym bez ósmej członkini Areum.
Album repackage Again 1977 ukazał się 4 grudnia 2013 roku. Zawierał dodatkowo 2 nowe utwory: Again 1977 i Na Eottokhae, remake hitu Sand Pebbles z 1977 roku – What Should I do.
Album Again 1977 został wydany ponownie jako White Winter z dwoma dodatkowymi świątecznymi piosenkami: Sumbakkokjil i Hankyeoul-ui Sumbakkokjil. Ukazał się 14 grudnia 2013 roku.

## Lista utworów
| Nr | Tytuł                                                    | Słowa                           | Muzyka                          | Czas |
| -- | -------------------------------------------------------- | ------------------------------- | ------------------------------- | ---- |
| 1. | "Number Nine (No.9)" (kor. 넘버나인 Nanbā 9)             | Shinsadong Tiger, Choi Gyu-sung | Shinsadong Tiger, Choi Gyu-sung | 3:49 |
| 2. | "Neukkim Anikka" (kor. 느낌 아니까)                      | Baek Hyun-jung, Baek Deok-sang  | Baek Hyun-jung, Baek Deok-sang  | 3:20 |
| 3. | "Apa" (kor. 아파)                                        | Kim Hee-sun                     | Baek Deok-sang                  | 3:24 |
| 4. | "Gyeolhon Hajima" (kor. 결혼 하지마)                     | Duble Sidekick                  | Duble Sidekick                  | 3:42 |
| 5. | "Number Nine (No.9)" (Club Ver.) (kor. 넘버나인 Nanbā 9) | Shinsadong Tiger, Choi Gyu-sung | Shinsadong Tiger, Choi Gyu-sung | 3:46 |

### Again 1977
| Nr | Tytuł                                                | Słowa                        | Muzyka                       | Czas |
| -- | ---------------------------------------------------- | ---------------------------- | ---------------------------- | ---- |
| 1. | "Again 1977" (kor. 1977 기억 안나 1997 Giyeok anna)  | Shinsadong Tiger, Polar Bear | Shinsadong Tiger, Polar Bear | 2:37 |
| 2. | "Na Eottokhae" (kor. 나 어떡해, ang. Do You Know Me) | Shinsadong Tiger, Polar Bear | Shinsadong Tiger, Polar Bear | 3:43 |

### White Winter
| Nr | Tytuł                                                | Słowa                        | Muzyka                       | Czas |
| -- | ---------------------------------------------------- | ---------------------------- | ---------------------------- | ---- |
| 1. | "Sumbakkokjil" (kor. 숨바꼭질, ang. Hide and Seek)   | Shinsadong Tiger, Polar Bear | Shinsadong Tiger, Polar Bear | 3:47 |
| 2. | "Hankyeoul-ui Sumbakkokjil" (kor. 한겨울의 숨바꼭질) | Shinsadong Tiger, Polar Bear | Shinsadong Tiger, Polar Bear | 3:53 |

## Notowania
| Lista                     | Pozycja |
| ------------------------- | ------- |
| Gaon Weekly Albums Chart  | 2       |
| Gaon Monthly Albums Chart | 6       |
| Gaon Yearly Albums Chart  | 64      |
| Oricon Weekly Album Chart | 45      |